# Gás ácido
Gás ácido é o gás natural ou qualquer outra corrente de gás, como o gás de síntese ou correntes em refinarias, contendo compostos de enxofre, como o sulfeto de hidrogênio (H2S), ou ainda dióxido de carbono (CO2), que necessitam ser removidos para sua utilização na geração de energia ou em outros processos.
Os termos gás ácido e gás azedo (um jargão do ramo) são frequentemente tratados incorretamente como sinônimos. Estritamente falando, um gás azedo é qualquer gás que contenha sulfeto de hidrogênio em significativas quantidades; um gás ácido é qualquer gás que contenha significativas quantidades de gases ácidos tais como dióxido de carbono (CO2) ou sulfeto de hidrogênio. Então, dióxido de carbono é por si só um gás ácido mas não um gás azedo.
Antes de um gás natural bruto contendo sulfeto de hidrogênio e/ou dióxido de carbono poder ser utilizado, o gás bruto deve ser tratados para reduzir as impurezas a níveis aceitáveis e isto é normalmente feito com um processo de tratamento de gás com aminas. O H2S removido é mais frequentem,ente convertido a o subproduto enxofre elementar no processo Claus ou alternativamente convertido ao valioso ácido sulfúrico em uma unidade de processo WSA.
Processos dentro de refinarias de petróleo ou de plantas de processamento de gás natural que removam mercaptanos e/ou sulfeto de hidrogênio são comumente referidos como processos de "adoçamento" (sweetening) porque resultam em produtos que não têm mais o cheiro azedo e ruim de mercaptanos e de sulfeto de hidrogênio.
Sulfeto de hidrogênio é um gás tóxico. Também restringe os materiais que podem ser usados para as tubulações e outros equipamentos para manipulação de gás ácido, devido a muitos metais serem sensíveis à fragilização causada por sulfeto.